# (336) Lacadiera
(336) Lacadiera est un astéroïde de la ceinture principale découvert par Auguste Charlois le 19 septembre 1892.
En 2000, cet astéroïde a été observé par radar avec le radiotélescope d'Arecibo à une distance de 1,21 ua. L'analyse des données a fourni un diamètre effectif de 69 ± 9 km.